# 파라주 (아프가니스탄)
파라흐주(파슈토어: د فراه ولايت, 다리어: استان فراه, Farah Velāyat)는 아프가니스탄의 서부에 있는 주이다. 헤라트주, 구르주, 헬만드주, 님루즈주, 그리고 이란과 접하고 있다. 면적 47,788 km2, 인구 245,000명(2004년). 주도는 파라이다.
대부분이 파슈툰족이다. 타지크족은 파라에 거주하고 이곳에도 아이마크족도 있다.

## 하위 행정구역
- 굴리스탄 구
- 라슈와주와인 구
- 바콰 구
- 발라불루크 구
- 시브쿠흐 구
- 아나르다라 구
- 칼라이카흐 구
- 파라흐 구
- 푸르차만 구
- 푸슈트루드 구
- 하키샤피드 구